# A Hope for Home
A Hope for Home é uma banda de post-hardcore norte-americana, formada em 2006 em Portland, Oregon.

## História

### Formação eHere, the End(2006–2007)
Formada em 2006 pelos amigos Kyle Cooke e Matthew Ellis, "A Hope for Home" foi um projeto surgido após ter sido diagnosticado um cancro a Cooke.
| “ | Todos nós começamos em bandas locais no liceu. Eu (Matthew Ellis) parei de tocar música e fui para a universidade, mas o tipo que tocava comigo guitarra (Kyle Cooke) chamou-me e disse-me que tinha cancro. Ele disse-me que devia ir para casa e formar uma nova banda. Eu de repente, achei que tinha que continuar a tocar música e foi o que fiz. Fui para casa e comecei A Hope for Home. | ” |

Após uma longa luta contra a doença, o membro fundador Kyle Cooke morreu a 5 de agosto de 2006. Depois da sua morte, amigos e família de Kyle criaram a "Kyle Cooke Foundation", uma organização sem fins lucrativos, que junta dinheiro para "The Friends of Doernbecher Foundation" e para a população de Camas e de Washougal.
Na sua página oficial, pode-se ler:
| “ | A nossa mensagem é simples, Acredite na Esperança. Não interessa o que passes na vida, existe sempre esperança. O Kyle batalhou durante seis anos da sua vida, e viveu muito mais do que esperava. Nunca parou de lutar, e não perdeu a esperança. Viveu uma vida cheia e usou a sua dor para fins muito maiores. O Kyle encontrou esperança na sua fé em Deus e trouxe o amor das pessoas para a sua vida. Por isso, a melhor maneira de passar a sua mensagem, é ser alguém com esperança, ajudando-os no que estiverem a passar, como o Kyle o fez. Muito obrigado. Muito amor e Deus abençoe a The Kyle Cooke Foundation. | ” |

Em 2007, a banda entrou em estúdio do baixista Dan McCall (Robots Ate My Studio) e gravaram o seu álbum de estreia, Here, the End. A faixa "Kyle" foi escrita para Kyle Cooke por Matthew Ellis e nas notas do álbum, estão palavras que dedicam todo o disco à memória de Kyle Cooke. Após o lançamento de Here, the End em 2007, A Hope for Home ganhou reconhecimento local e começou a criar a sua base de fãs, ao tocar com frequência em locais como The Noisebox em Camas e no Satyricon, um clube conhecido em Portland.

### The Everlasting ManeRealis(2008-2010)
Após vários meses em digressão com Here, the End, a banda voltou a estúdio para começar as gravações do seu segundo álbum. A 4 de dezembro de 2008 a banda anunciou via Purevolume, que a banda tinha assinado um contrato com a gravadora Strike First Records (uma subsidiária da Facedown Records). "Após 2 anos de dedicação a 100% à DIY, foi-nos dado a oportunidade de dar o próximo passo na indústria, e não podiamos estar mais entusiasmados".
The Everlasting Man foi lançado a 20 de janeiro de 2009, pela Strike First Records. O título do disco foi tirado do romance de G. K. Chesterton de mesmo nome. The Everlasting Man acrescentou mais texturas atmosféricas ao som da banda, usando diversos efeitos de guitarra com fundos eletrónicos e com uma forte base de bateria e baixo. Numa entrevista a Indie Vision Music, o teclista Eric Gerrard explicou que "nós queríamos cantar acerca de coisas que não são muito faladas na atualidade" e que "muitas das ideias estão alinhadas naquilo que Chesterton fala no seu livro (The Everlasting Man)".
Em setembro de 2009 e após vários meses de digressão, a banda anunciou que o baterista Ian Vidovic iria sair da banda para continuar com os seus outros projetos musicais "Roads" e "A Seasons Slumber".
Após a saída de Vidovic, A Hope for Home começou a preparar e escrever Realis, o seu terceiro disco. Durante o mês de janeiro de 2010, a banda gravou nos "Red Room Studios" em Seattle, Washington e em "Robots Ate My Studio" em Camas. O álbum foi produzido pelo baixista Dan McCall, masterizado por Troy Glessner no "Spectre Mastering" e contou com a direção de arte e design do guitarrista Tanner Morita. Realis, um álbum conceptual que procura o significado das pequenas coisas do mundo, foi uma mudança drástica no estilo musical da banda. O novo trabalho incorporava claramente as influências de post e sludge metal (Envy, Cult of Luna e Isis). O álbum foi bem recebido por diversas revistas e sites de música (Absolute Punk, The New Review, Indie Vision Music).

### In Abstraction- presente
A 10 de setembro de 2011 a banda anunciou via Facebook, que tinham terminado as gravações do seu quarto álbum de estúdio, intitulado In Abstraction e que iria ser lançado a 6 de dezembro de 2011 pela Facedown Records. A 25 de novembro de 2011, a banda tocou algumas das músicas do novo trabalho em Portland, juntamente com outros artistas locais Tribes, Tiny Dads, Amos Val, My Mantle e Kye Kye.

## Género e influências

### Género
Por vezes descrito como post-hardcore, A Hope for Home abrenge muitos outros géneros, incluindo sludge metal, post-rock, post-metal, rock alternativo, metalcore, screamo, hardcore melódico e rock experimental. Com o seu álbum de estreia, Here, the End, algumas das sua inflências de metalcore e hardcore melódico podem ser ouvidas. Após o lançamento de The Everlasting Man, a banda desenvolveu uma atmosfera e sonoridade mais elétrica. O terceiro álbum, Realis, definiu uma mudança significativa na sonoridade, com mais influências de sludge metal e post-metal. Talvez um dos melhores exemplos dos riffs de guitarra é a música "The Machine Stops", que leva ao álbum Panopticon da banda Isis.

### Influências
A Hope for Home tem uma grande variedade de influências, entre eles estão Cult of Luna, Isis, Envy, Thrice, This Will Destroy You, Sigur Rós, Mono, Thursday, Underoath, Death Cab for Cutie. Numa entrevista, o teclista Eric Gerrard declarou que "bandas como estas não estão limitadas a um só género e continuam a progredir nas suas carreiras".

## Membros
Integrantes
- Nathan Winchell — vocal
- Matthew Ellis — guitarra, vocal
- Tanner Morita — guitarra
- Dan McCall — baixo
- Eric Gerrard — teclados, programação
- Lance Taylor — bateria

Ex-integrantes
- Kyle Cooke — guitarra
- Todd Farr — guitarra, vocal
- Ian Vidovic — bateria

## Discografia
- Here, the End (2007)
- The Everlasting Man (2008)
- Realis (2010)
- In Abstraction (2011)